# Anosteira
Anosteira és un gènere extint de tortuga que visqué a Àsia i Nord-amèrica entre l'Eocè i l'Oligocè.